# Henri Lucien Jumelle
Henri Lucien Jumelle  ( 1866, Dreux, Eure y Loir -1935, Marsella) fue un botánico, farmacéutico y fisiólogo vegetal francés.
Se tienen dudas si fue explorador para recolectar en África Occidental y en Madagascar, o sólo recibía material de colectores locales
De 1887 a 1894 trabajó en la Facultad de Ciencias de París como fisiólogo, en 1894 gana la cátedra de profesor de Botánica en la Facultad de Ciencias de Marsella donde permanecería activo hasta su fallecimiento en 1935.
Fue director del "Museo Colonial de Marsella".

## Algunas publicaciones
- 1890. Le Laboratoire de Biologie Vegetale de Fontainebleau. 16 pp. Reimprimió Kessinger Publ. 2010. ISBN 1160160929
- 1897. L'okouendé gowa, liane à caoutchouc du Fernan-Vaz. 6 pp.

### Libros
- 1900. Plantes alimentaires: (Pt. 1 of Les Cultures Coloniales). Ed. J.B. Baillière & fils. 130 pp.
- 1900. Plantes industrielles & médicinales: (Pt.2 de Les Cultures Coloniales). Ed. J.B. Baillière & fils. 360 pp.
- 1903. Plantes a cautchouc et a gutta. París : Augustin Challamel. 542 pp. Reimprimió BiblioBazaar, LLC, 2009. 194 pp. En línea ISBN	111301881X
- 1907. Exposition coloniale de Marseille 1906: Les ressources agricoles et forestières des colonies françaises. Ed. Barlatier. 592 pp.
- 1908. Sur quelques plantes utiles ou intéressantes du nord-ouest de Madagascar. Ed. Musée colonial. 47 pp.
- ------------, henri Perrier de la Bâthie. 1910. Fragments biologiques de la flore de Madagascar (Dioscorea, Adansonia, Coffea, etc.) Ed. Institut colonial. 96 pp.
- 1913. Les cultures coloniales. Ed. J.B. Ballière & fils. 360 pp.
- 1916. Catalogue descriptif des collections botaniques du Musée Colonial de Marseille, Afrique Occidentale FranÇaise. Ed. Musée Colonial. 93 pp.
- 1921. Les huiles végétales: Origines. Procédés de préparation. Caractères et emplois. Ed. J.-B. Baillière et fils, París. Reipreso Adamant Media Corp. 2005. 500 pp. ISBN 0-543-73331-9
- 1924. Légumes et fruits: (Pt.2 of Les Cultures Coloniales). Bibliothèque coloniale. Ed. J.B. Baillière & fils. 122 pp.

## Honores
Géneros
- Jumellea Schltr.  de la familia de Orchidaceae
- Jumelleanthus Hochr. de Malvaceae

- La abreviatura «Jum.» se emplea para indicar a Henri Lucien Jumelle como autoridad en la descripción y clasificación científica de los vegetales.[2]

Se poseen 401 registros IPNI de sus identificaciones y clasificaciones, las que publicaba habitualmente en : Ann. Mus. Col. Marseille; Les Matieres Grasses; Ann. Sci. Nat., Bot.; Fl. Madag., ed. Humbert Fam.; Compt. Rend. Acad. Sci. Paris; Bull. Soc. Bot. France; Rev. Hort.; Rev. Gen. de Bot.; Bull. Econ. Madag.; Agric. Prat. Pays Chauds; Rev. Cult. Colon.; Rev. Gén. Bot.